# Demi Evans
Demetrious Evans, beter bekend als Demi Evans (1965), is een Amerikaanse jazz-zangeres uit Dallas, Texas.

## Biografie
Demi Evans werd opgevoed door haar grootmoeder, zelf ook jazz-zangeres en begon haar loopbaan als fotomodel. In het midden van de jaren 80 verhuisde ze naar New York als imitator van Grace Jones. Ze werkte als model voor Jean-Paul Gaultier en Christian Lacroix in Parijs, Milaan en Wenen. In Duitsland werkte ze met Sven Väth, een beroemde dj, en daarnaast ook nog met Stevie Wonder. Ze was actief in de groep van Jean-Jacques Milteau.
Haar eerste album Why Do You Run verscheen in 2006. Haar tweede album My America verscheen in 2009.

## Albums
- Fragile - singer on the album by Jean-Jacques Milteau - Universal[2]
- Live, Hot 'n Blue - singer and lyricist on the album by Jean-Jacques Milteau - Universal[3]
- Why do you run - 2006 - Iris musique[4]

- Bibliothèque nationale de France: cb15055635d (data)
- International Standard Name Identifier: 0000 0000 4127 7365
- Library of Congress Control Number: n2008006517
- MusicBrainz: 78d0df5f-b3b8-468c-a02d-1980e801a1d7
- Système universitaire de documentation: 162485115
- Virtual International Authority File: 47049599
- WorldCat: E39PBJkT6DmTmRXYhkRyhQbjmd